# Delphinus capensis
El delfín común costero o de rostro largo (Delphinus capensis) es una especie de cetáceo odontoceto de la familia Delphinidae propia de aguas tropicales y subtropicales. Durante muchos años no fue considerado como una especie, si no como una subespecie del delfín común oceánico o de aletas cortas (Delphinus delphis).

## Descripción
El delfín común costero es un delfín de mediano tamaño, en general más pequeño que el delfín común oceánico. Los adultos tienen entre 1,9 y 2,5  m de longitud, y puede pesar entre 80 y 235kg, sin embargo el peso más frecuente fluctúa entre 80 y 150 kg. Los machos generalmente son más largos y pesados. El patrón de coloración es inusual; la espalda es obscura y el vientre blanco mientras en los flancos tiene una franja de coloración gris claro en forma de reloj de arena. Tiene el rostro largo y delgado con cincuenta a sesenta dientes pequeños y puntiagudos en cada mandíbula.

## Subespecies
- Delphinus capensis capensis: esta subespecie ha sido identificada en la costa este de Sudamérica, África occidental, suroeste del Japón, Corea, noroeste de Taiwán, las costas de California hasta el sudeste de México, Perú y Sudáfrica.[1]

- Delphinus capensis tropicalis: se ubica en las costas del Indo-Pacífico, desde el mar Rojo y Somalia, hasta Taiwán occidental, suroeste de China e Indonesia, incluyendo el golfo Pérsico y el golfo de Tailandia.[1]